# Thomas de Lemborch
Thomas de Lemborch est un carme du XVe siècle, natif de la principauté de Liège, directeur spirituel des carmélites de Namur, pour lesquelles il a rédigé quelques œuvres.

## Biographie

Esther et ses compagnes (par Jacopo del Sellaio)

Thomas est né à Lemborch (Limbourg belge) dans la première moitié du XVe siècle. On ignore la date de sa mort. Entré dans l'ordre des carmes, il est devenu bachelier en théologie et prédicateur à Liège, au couvent des Carmes En-Ile. Cet établissement venait d'être ramené à l'observance par Jean Soreth, prieur général, qui y avait rétabli la vie contemplative et les activités apostoliques, après les troubles causés par la peste noire et le Grand schisme. Le réformateur séjournait souvent à Liège : c'est là qu'il a composé les règles de vie de la branche féminine et du tiers-ordre du Carmel, à l'imitation des autres ordres mendiants. Un an avant la mort de Soreth, Thomas est nommé, en 1470, procureur et prieur du couvent. Cependant, il est surtout connu pour avoir été vicaire et confesseur des Dames Blanches de Namur, de 1476 à 1487. Il s'agissait d'un des premiers couvents de carmélites fondés par Jean Soreth dans la principauté de Liège, et celui-ci l'avait d'ailleurs visité en 1468, 1469 et 1470.

## Postérité
On sait que Thomas a traduit en dialecte liégeois, à destination des religieuses namuroises, une collection de traités et d'opuscules sur les origines de l'Ordre, annotée par le carme Philippe Ribot, sous le titre De peculiaribus gestis religiosorum carmelitarum. Cette traduction n'a pas été retrouvée. En revanche, on conserve un manuscrit en français, qui contient des hagiographies carmélitaines, suivies d'une méditation sur la vie religieuse au féminin. Cette dernière constitue une œuvre originale, alors que les autres peuvent n'être qu'une traduction. Outre les personnages bibliques auxquels se rattache le Carmel (Élie, Élisée, Jonas), on trouve dans ces pages les biographies de saint Albert de Sicile (avec un miracle qui se serait produit à Namur), saint Andrea Corsini, saint Ange martyr, saint Pierre Thomas, mais également une vie de sainte Anne et un miracle de la Vierge. Quant à la dernière partie du manuscrit, elle présente une exhortation aux carmélites sur base d'une citation du livre d'Esther (2,2) : Quaerantur regi virgines et speciosae puellae.
Dans la droite ligne du commentaire de Bernard de Clairvaux sur le Cantique des cantiques, l'auteur développe une lecture allégorique des textes bibliques, exaltant la virginité et les vertus ascétiques pour mener à l'union de l'âme avec l'Époux divin. On retiendra l'application symbolique de la clôture monastique au corps de la religieuse et aux différentes étapes de son parcours conventuel. Au terme de passages consacrés à l'office divin, à la Passion du Christ et à l'oraison (définie, à la suite de saint Bernard, comme une familiaire allocucion ou collocucion del homme aveuc Dieu), le carme conclut par l'évocation de saintes des premiers temps du christianisme : Marie, Agnès, Agathe, Cécile et Catherine.